# Xantho poressa
Xantho poressa es una especie de crustáceo decápodo de la familia Xanthidae que habita en el mar Negro, mar Mediterráneo y algunas zonas del este del océano Atlántico.
Los ejemplares juveniles viven en praderas de Posidonia, un género de plantas marinas. Permanecen en ese nicho ecológico hasta su última muda, momento en el que migran a algún sustrato rocoso cercano.
Su caparazón puede medir hasta 2,5 cm. El dorso es de color gris pardusco con manchas claras; en la cara ventral del caparazón presenta manchas similares a puntos. Tiene forma oval, aplastado y liso. Tiene fuertes pinzas con las que remueve las rocas del sustrato para ocultarse. Si bien carece de interés comercial, es utilizado como carnada para la pesca deportiva y el marisqueo no comercial. Debido a ello es muy conocida en la costa, y ha recibido infinidad de nombres vernáculos.